# Бедярышское сельское поселение
Бедярышское се́льское поселе́ние — муниципальное образование в Катав-Ивановском районе Челябинской области Российской Федерации. В рамках административно-территориального устройства муниципальное образование  соответствует административно-территориальной единице Бедярышский сельсовет.
Административный центр — село Бедярыш.

## История
Статус и границы сельского поселения установлены Законом Челябинской области от 9 июля 2004 года № 241-ЗО «О статусе и границах Катав-Ивановского муниципального района, городских и сельских поселений в его составе»

## Население
| 2002 | 2010 | 2011 | 2012 | 2013 | 2014 | 2015 |
| ---- | ---- | ---- | ---- | ---- | ---- | ---- |
| 271  | ↘119 | ↘118 | ↘110 | ↘108 | ↘105 | ↘92  |
| 2016 | 2017 | 2018 | 2019 | 2020 | 2021 |      |
| ↘85  | ↗86  | ↘79  | ↗85  | ↘78  | ↗103 |      |

## Состав
| № | Населённый пункт | Тип населённого пункта       | Население |
| - | ---------------- | ---------------------------- | --------- |
| 1 | Бедярыш          | село, административный центр | ↘39       |
| 2 | Лемеза           | посёлок                      | ↘80       |